# Doubravka (jméno)
Doubravka (řidčeji Doubrava) je ženské křestní jméno slovanského původu, které vzniklo ze slova „doubrava“, obecného výrazu pro háj, les (nesouvisí etymologicky se slovem dub, označovalo původně les bez rozlišení). V českém občanském kalendáři má svátek 19. ledna.

## Statistické údaje
Následující tabulka uvádí četnost jména v ČR a pořadí mezi ženskými jmény ve srovnání roků, pro které jsou dostupné údaje MV ČR – lze z ní tedy vysledovat trend v užívání tohoto jména:
| Rok  | Četnost | Pořadí |
| 1999 | 208     | 416.   |
| 2002 | 207     | 423.   |
| 2006 | 233     | 476.   |
| 2007 | 242     | 474.   |
| 2016 | 291     | 680.   |

K 9. květnu 2007 žilo na území České republiky 242 Doubravek, což je umisťuje na společné 474.–476. místo v žebříčku nejčastějších jmen. Varianta Doubrava je zastoupena pouhými 9 nositelkami (až společné 2402.–2560. místo). K nim je nutné připočítat dvojjmenné entity, které lze používat od r. 2000 a jsou tak v žebříčku uvedeny samostatně: 2× Jana Doubravka, 1× Doubravka Anna, 1× Doubravka Emílie, 1× Rozvita Doubravka.
Jméno Doubravka je stále voleno zřídka (varianta Doubrava výjimečně), přesto data v tabulce naznačují možnost renesance tohoto půvabného křestního jména (počet nositelek se mezi roky 2002 a 2007 zvýšil o 16,9 %).

## Domácké tvary
Doubra, Doubravuše, Doubruše, Doubča, Duběnka, Dobrunka, Doubinka, Doubí, Douba

## Doubravka v jiných jazycích
- slovensky: Dúbravka
- polsky: Dąbrówka (vysl. Dombruvka)
- srbsky, rusky: Дубравка
- v západoevropských jazycích (germánských, románských, ve finštině…) se obvykle používají přepisy Dubrawka (z němčiny) nebo Dubravka

## Známé Doubravky
- Doubravka – polská kněžna z českého rodu Přemyslovců
- Doubravka Branbergerová, rozená Černochová (1885–1945) – česká pěvkyně a profesorka[3]
- Doubravka Svobodová (* 1956) – ředitelka Divadla Na zábradlí[4], děkanka DAMU
- Doubravka Olšáková (* 1977) – historička, vedoucí badatelsko-edičního oddělení v Masarykově ústavu – Archivu AV ČR[5]
- psycholožka Doubravka – postava z filmové komedie Léto s kovbojem